# Картушов Єгор Олександрович
Єгор Олександрович Картушов (нар. 5 січня 1991, Саки, Кримська область, Українська РСР, СРСР) — український футболіст, фланговий півзахисник ФК «Чернігів». З вересня 2012 року до лютого 2022 року виступав за чернігівську «Десну», з якою пройшов шлях від Другої ліги до Ліги Європи, зігравши понад 250 матчів за команду.

## Клубна кар'єра
Вихованець донецького «Шахтаря». Виступав за «Шахтар-3». Пізніше, як і багато гравців «Шахтаря», побував на правах оренди в луганській «Зорі» та маріупольському «Іллічівці». Влітку 2011 року підписав контракт із «Зорею», але через проблеми зі здоров'ям покинув клуб.
У вересні 2012 року уклав контракт із чернігівською «Десною». Дебютував у складі команди 20 вересня 2012 року у виїзному матчі проти стрийської «Скали» (1:1). Навесні 2013 року Картушов був гравцем основи, виступаючи переважно зліва в захисті. У сезоні 2012/13 «Десна» виграла Другу лігу та здобула право виступати в Першій лізі. За підсумками сезону сайт football.ua вніс Картушова до символічної збірної групи «А» Другої ліги на позиції лівого захисника.
У наступному сезоні 2013/14 «Десна» посіла 5-те місце в Першій лізі. У Кубку України команда вийшла до 1/4 фіналу. На початку сезону головний тренер команди Олександр Рябоконь перевів Картушова в півзахист, що позитивно позначилося на атакувальних діях команди. Незабаром він став лідером «Десни» й одним із найкращих гравців Першої ліги. Його гру позитивно оцінювали футбольні фахівці, а Олександр Рябоконь висловив думку, що Картушов за своїм потенціалом є гравцем національної збірної. Після завершення першої частини чемпіонату увійшов до символічних збірних півріччя за версією сайтів football.ua та UA-Футбол. У весняній частині чемпіонату виступав менш яскраво. У підсумку з 8-ма голами став найкращим бомбардиром команди в сезоні.
У літнє міжсезоння Картушовим цікавилися донецький «Олімпік», «Таврія» та «Севастополь». Узимку 2015 року побував на перегляді в клубах найвищих дивізіонів Росії та Казахстану, але залишився в «Десні». У заключній частині сезону 2014/15, у якому «Десна» вдруге поспіль посіла 5-те місце, він набрав «фантастичну» форму, 6 матчів поспіль не йдучи з поля без забитого м'яча чи асиста. У грі 26-го туру з «Буковиною», яку «Десна» виграла з рахунком 6:1, мав безпосереднє відношення практично до всіх голів команди — він, зокрема, заробив пенальті та віддав 3 гольові передачі. У підсумку навесні 2015 року за кількістю голів та асистів став найрезультативнішим серед усіх гравців ліги. Загалом упродовж сезону 2014/15 забив 7 м'ячів і віддав 13 гольових передач, ставши найкращим асистентом Першої ліги та другим у рейтингу найкращих гравців за системою «гол + пас». Сайт UA-Футбол вніс його до символічної збірної сезону та розташував на 3-му місці у списку найкращих гравців Першої ліги.
У червні 2015 року знову побував на перегляді в Росії, однак у підсумку продовжив виступати за «Десну». У першому півріччі сезону 2015/16 тривалий час не грав через травму, що негативно позначилося на результаті: «Десна з Єгором і без – це дві різні команди». Перед зимовою перервою «Десна» посідала лише 11-те місце, що після перебування в першій «п'ятірці» за підсумками попередніх сезонів було сприйнято, як невдача.  Проте під час зимових зборів керівництво «Десни» оголосило про значне збільшення фінансування команди та намір у наступному сезоні вести боротьбу за вихід до Прем'єр-ліги. У зв'язку з цим було важливо зберегти лідерів команди, і з Картушовим було підписано новий контракт на покращених умовах терміном на 1,5 року. У весняній частині сезону «Десна» виступила значно краще, посівши підсумкове 8-ме місце, а Картушов був названий найкращим правим півзахисником Першої ліги за версією порталу Sportarena.com.
У сезоні 2016/17 «Десна» виграла срібні медалі Першої ліги, отримавши згідно з регламентом право на підвищення у класі. Картушов узяв участь у всіх матчах сезону, відзначившись 4 голами та 8 результативними передачами. За підсумками сезону сайт Sportarena.com вніс його до символічної збірної Першої ліги.
Незважаючи на досягнення необхідного спортивного результату, в наступному сезоні «Десна» продовжила виступати у Першій лізі, оскільки Федерація футболу України відмовилася надати їй атестат для участі в елітному дивізіоні, і в Прем'єр-лігу було переведено «Верес», який посів 3-тє місце. Перед стартом нового сезону Картушов підписав із «Десною» новий контракт строком на 2 роки. У сезоні 2017/18 «Десна» посіла 3-тє місце в Першій лізі й вийшла до Прем'єр-ліги за результатами плей-оф.
За підсумками першої частини сезону 2018/19 став найкращим футболістом Прем'єр-ліги за кількістю ключових передач (паси, після яких слідують удари по воротах, без урахування гольових передач) — 15 у 12 матчах. У лютому 2019 року підписав новий контракт із «Десною».
У сезоні 2019/20 «Десна» змагалася з «Динамо» та «Зорею» за срібні медалі чемпіонату України. Упродовж сезону Картушов оформив «асистентський хет-трик» у гостьовому матчі 9-го туру проти «Маріуполя» (4:0) та відзначився голом у переможному матчі з «Динамо» (3:2). У підсумку «Десна» посіла 4-те місце й уперше в історії отримала право представляти Україну у єврокубках, а Картушов, віддавши 8 гольових передач, став другим у списку найкращих асистентів Прем'єр-ліги.
24 вересня 2020 року дебютував у єврокубках, вийшовши у стартовому складі в матчі третього кваліфікаційного раунду Ліги Європи проти німецького «Вольфсбурга», у якому «Десна» поступилася з рахунком 0:2.
Став капітаном «Десни» у сезоні 2021/22, перерваному через повномасштабне вторгнення російських військ в Україну.

## Виступи за збірні
Виступав за юнацькі збірні України до 17 та до 19 років, а також за молодіжну збірну до 21 року.

## Стиль гри
Виступає переважно на позиції флангового півзахисника, здатний зіграти на обох флангах. У «Десні» спочатку грав на позиції лівого захисника, проте згодом був переведений ближче до атаки. Має дуже високу, «реактивну» швидкість — за цим показником належить до числа найкращих гравців українського футболу. Спортивний функціонер Леван Гулордава називав Картушова найшвидшим футболістом України, який здатний пробігти 30-метрову дистанцію за 3,7 секунди. Головний редактор журналу «Футбол» Артем Франков за підсумками першої частини дебютного сезону «Десни» у Прем'єр-лізі зазначив, що Картушов «набув слави найреактивнішого гравця країни». Єгор — технічний гравець, для ігрового стилю якого характерні швидкі сольні проходи та обведення. Іноді єдиним способом стримати швидкісні рейди гравця для його суперників є порушення правил. Також до сильних сторін гравця належать удар із лівої ноги та вміння виконувати стандарти.